# 四大奇書
四大奇書（しだいきしょ）とは、中国で元代から明代にかけ、俗語体で書かれた4つの長編小説の総称。「奇書」とは「世に稀なほど卓越した書物」という意味である。「四大奇書」は清代前期の書店が販売促進用につけたキャッチフレーズであり、その名は清中期の乾隆年間（1736年 - 1795年）に芥子園刊本において確立した。
「四大奇書」に挙げられているのは『三国志演義』、『水滸伝』、『西遊記』、『金瓶梅』の4作品である。しかし、本場中国では清中期になってから『金瓶梅』の代わりに『紅楼夢』を加えたものを「四大名著（中国語版）」と呼ぶようになり、「四大奇書」よりこちらの方が一般的である。

## 日本の推理小説における「四大奇書」
日本では、推理小説における小栗虫太郎著『黒死館殺人事件』、夢野久作著『ドグラ・マグラ』、塔晶夫（中井英夫）著『虚無への供物』の3作品を「三大奇書」と呼んでいたが、これに竹本健治著『匣の中の失楽』（三大奇書の項にて言及されているように異論もあるようであるが）を加えたもののことを指す。
台湾においては、『脳髄地獄』（ドグラ・マグラ）、『黑死館殺人事件』（黒死館殺人事件）、『獻給虛無的供物』（虚無への供物）、『匣中的失樂』（匣の中の失楽）が「日本推理四大奇書」として刊行されている。